# لارکفیلد-ویکی‌آپ (کالیفرنیا)
لارکفیلد-ویکی‌آپ (به انگلیسی: Larkfield-Wikiup) یک منطقهٔ مسکونی در ایالات متحده آمریکا است که در شهرستان سونوما، کالیفرنیا واقع شده‌است. لارکفیلد-ویکی‌آپ ۱۳٫۷۴۷ کیلومتر مربع مساحت و ۸٬۸۸۴ نفر جمعیت دارد.